# Tale e quale show (seconda edizione)
La seconda edizione del talent show Tale e quale show è andata in onda dal 14 settembre al 2 novembre 2012 per otto puntate in prima serata su Rai 1 con la conduzione di Carlo Conti.
Il vincitore di questa seconda edizione è stato Giò Di Tonno, si classifica al secondo posto Flavio Montrucchio, segue al terzo posto Pamela Camassa.

## Cast

### Concorrenti

#### Uomini
- Gabriele Cirilli
- Paolo Conticini
- Giò Di Tonno
- Flavio Montrucchio

#### Donne
- Pamela Camassa
- Gigliola Cinquetti
- Barbara De Rossi
- Mietta

### Giudici
La giuria è composta da:
- Loretta Goggi
- Christian De Sica
- Claudio Lippi

### Coach
Coach dei concorrenti vip sono:
- Maria Grazia Fontana: vocal coach
- Pinuccio Pirazzoli: maestro d'orchestra
- Emanuela Aureli: imitatrice
- Fabrizio Mainini: coreografo
- Daniela Loi: vocal coach
- Silvio Pozzoli: vocal coach

## Puntate

### Prima puntata
| Ordine d'uscita | Canzone e interprete                   | Concorrente        | Punteggio |
| --------------- | -------------------------------------- | ------------------ | --------- |
| 2               | Ancora - Eduardo De Crescenzo          | Paolo Conticini    | 52        |
| 4               | Una lunga storia d'amore - Gino Paoli  | Giò Di Tonno       | 41        |
| 6               | Vecchio Frack - Domenico Modugno       | Gigliola Cinquetti | 40        |
| 7               | Super superman - Miguel Bosé           | Flavio Montrucchio | 40        |
| 3               | Tomorrow - Amanda Lear                 | Barbara De Rossi   | 39        |
| 5               | Kobra - Donatella Rettore              | Pamela Camassa     | 37        |
| 1               | Una ragione di più - Ornella Vanoni    | Mietta             | 37        |
| 8               | Sono solo canzonette - Edoardo Bennato | Gabriele Cirilli   | 31        |

Guest giudice: Amanda Lear

Ospite: Gigi D'Alessio (che imita Renato Carosone in Tu vuo' fa' l'americano e Torero)

### Seconda puntata
| Ordine d'uscita | Canzone e interprete                         | Concorrente        | Punteggio |
| --------------- | -------------------------------------------- | ------------------ | --------- |
| 7               | Could it be magic e Hot stuff - Donna Summer | Mietta             | 43        |
| 4               | La filanda - Milva                           | Gigliola Cinquetti | 36        |
| 5               | La fisarmonica - Gianni Morandi              | Flavio Montrucchio | 36        |
| 2               | E tu - Claudio Baglioni                      | Paolo Conticini    | 33        |
| 6               | Tutto il resto è noia - Franco Califano      | Giò Di Tonno       | 30        |
| 8               | Sempre - Gabriella Ferri                     | Barbara De Rossi   | 26        |
| 1               | La notte vola - Lorella Cuccarini (R)(2)     | Pamela Camassa     | 24        |
| 3               | Certe notti - Ligabue                        | Gabriele Cirilli   | 21        |

Ospiti: Lorella Cuccarini (che imita Madonna in Vogue) e Franco Califano
(R) significa che dovette rifare la sua intera esibizione, (2) indica il numero di volte

### Terza puntata
| Ordine d'uscita | Canzone e interprete                                       | Concorrente        | Punteggio |
| --------------- | ---------------------------------------------------------- | ------------------ | --------- |
| 1               | Sei nell'anima - Gianna Nannini                            | Gigliola Cinquetti | 55        |
| 6               | Anima mia - Cugini di Campagna                             | Flavio Montrucchio | 43        |
| 3               | Amami Alfredo - Maria Callas                               | Mietta             | 41        |
| 4               | Pensami e Sono un pirata, sono un signore - Julio Iglesias | Paolo Conticini    | 39        |
| 7               | Per colpa di chi? - Zucchero                               | Giò Di Tonno       | 39        |
| 5               | Waka Waka - Shakira                                        | Pamela Camassa     | 37        |
| 2               | Fin che la barca va - Orietta Berti                        | Gabriele Cirilli   | 34        |
| 8               | Non succederà più - Claudia Mori                           | Barbara De Rossi   | 29        |

Guest giudice: Orietta Berti

Ospiti: Bianca Guaccero (che imita Liza Minnelli in Mein Herr), David Pratelli (che imita Adriano Celentano e Carlo Conti) e I Cugini di Campagna

### Quarta puntata
| Ordine d'uscita | Canzone e interprete                      | Concorrente        | Punteggio |
| --------------- | ----------------------------------------- | ------------------ | --------- |
| 2               | Un amore così grande - Claudio Villa      | Gabriele Cirilli   | 45        |
| 8               | Io amo - Fausto Leali                     | Paolo Conticini    | 45        |
| 4               | Non me lo so spiegare - Tiziano Ferro     | Giò Di Tonno       | 36        |
| 5               | E dimmi che non vuoi morire - Patty Pravo | Barbara De Rossi   | 32        |
| 3               | Let's get loud - Jennifer Lopez           | Mietta             | 25        |
| 6               | Figli delle stelle - Alan Sorrenti        | Flavio Montrucchio | 24        |
| 7               | I will survive - Gloria Gaynor            | Gigliola Cinquetti | 22        |
| 1               | Montagne verdi - Marcella Bella           | Pamela Camassa     | 20        |

Ospiti: Marcella Bella (che imita Caterina Caselli in Nessuno mi può giudicare), Alan Sorrenti e Fausto Leali

### Quinta puntata
| Ordine d'uscita | Canzone e interprete                               | Concorrente        | Punteggio |
| --------------- | -------------------------------------------------- | ------------------ | --------- |
| 5               | Come foglie - Malika Ayane                         | Pamela Camassa     | 60        |
| 8               | Avevo un cuore (che ti amava tanto) - Mino Reitano | Giò Di Tonno       | 50        |
| 4               | Stasera mi butto - Rocky Roberts                   | Barbara De Rossi   | 47        |
| 6               | Io e te (da soli) - Mina                           | Mietta             | 46        |
| 7               | I Just Called to Say I Love You - Stevie Wonder    | Gabriele Cirilli   | 33        |
| 3               | Tu e Gloria - Umberto Tozzi                        | Paolo Conticini    | 30        |
| 1               | Una lacrima sul viso - Bobby Solo                  | Flavio Montrucchio | 28        |
| 2               | La solitudine - Laura Pausini                      | Gigliola Cinquetti | 23        |

Guest giudice: Umberto Tozzi

Ospiti: Anna Tatangelo (che imita Anna Oxa in Tutti i brividi del mondo)

### Sesta puntata
| Ordine d'uscita | Canzone e interprete                        | Concorrente        | Punteggio |
| --------------- | ------------------------------------------- | ------------------ | --------- |
| 6               | La vita mia - Amedeo Minghi                 | Giò Di Tonno       | 55        |
| 7               | The best - Tina Turner                      | Paolo Conticini    | 53        |
| 3               | Su di noi e Gelato al cioccolato - Pupo     | Gabriele Cirilli   | 46        |
| 8               | Put the blame on Mame - Rita Hayworth       | Barbara De Rossi   | 36        |
| 2               | Bella e L'ombelico del mondo - Jovanotti    | Flavio Montrucchio | 36        |
| 1               | Il mare d'inverno - Loredana Bertè          | Gigliola Cinquetti | 35        |
| 4               | Back to black - Amy Winehouse               | Pamela Camassa     | 26        |
| 5               | A far l'amore comincia tu - Raffaella Carrà | Mietta             | 25        |

Guest giudice: Teo Teocoli (che imita Adriano Celentano in Storia d'amore e Cesare Maldini)

Ospiti: Pupo e Amedeo Minghi

### Settima puntata
| Ordine d'uscita | Canzone e interprete                                         | Concorrente        | Punteggio |
| --------------- | ------------------------------------------------------------ | ------------------ | --------- |
| 5               | Se stiamo insieme - Riccardo Cocciante                       | Giò Di Tonno       | 61        |
| 4               | Almeno tu nell'universo - Mia Martini                        | Mietta             | 54        |
| 6               | Summer Nights e Greased Lightning - John Travolta            | Flavio Montrucchio | 50        |
| 3               | Storie di tutti i giorni - Riccardo Fogli                    | Paolo Conticini    | 39        |
| 2               | Believe - Cher                                               | Gigliola Cinquetti | 33        |
| 1               | L'immensità - Johnny Dorelli                                 | Gabriele Cirilli   | 30        |
| 8               | Do You Really Want to Hurt Me e Karma Chameleon - Boy George | Barbara De Rossi   | 26        |
| 7               | Gente come noi - Ivana Spagna                                | Pamela Camassa     | 24        |

Guest giudice: Johnny Dorelli

Ospiti: Riccardo Fogli (che imita Angelo Branduardi in Alla fiera dell'est), Ivana Spagna

### Ottava puntata
| Ordine d'uscita | Canzone e interprete                                        | Concorrente        | Punteggio |
| --------------- | ----------------------------------------------------------- | ------------------ | --------- |
| 8               | Fiore di maggio - Fabio Concato                             | Flavio Montrucchio | 70        |
| 5               | Mi va di cantare e What a Wonderful World - Louis Armstrong | Giò Di Tonno       | 46        |
| 1               | Testarda io - Iva Zanicchi                                  | Mietta             | 41        |
| 3               | La voce del silenzio - Massimo Ranieri                      | Paolo Conticini    | 39        |
| 6               | Sono solo parole - Noemi                                    | Barbara De Rossi   | 35        |
| 4               | Ma che freddo fa - Nada                                     | Gigliola Cinquetti | 30        |
| 7               | I'm Outta Love - Anastacia                                  | Pamela Camassa     | 29        |
| 2               | Come mai - Max Pezzali                                      | Gabriele Cirilli   | 27        |

Guest Giudice: Iva Zanicchi

Ospite: Rocco Papaleo (che imita Frank Sinatra in My Way)

### Dodici punti dei giudici
| Puntata | Loretta Goggi | Cristian De Sica | Claudio Lippi | Giudice ospite           |
| ------- | ------------- | ---------------- | ------------- | ------------------------ |
| Prima   | Conticini     | Conticini        | Conticini     | Amanda Lear: Montrucchio |
| Seconda | Mietta        | Mietta           | Montrucchio   | -                        |
| Terza   | Cinquetti     | Conticini        | Cinquetti     | Orietta Berti: Di Tonno  |
| Quarta  | Conticini     | Cirilli          | Cirilli       | -                        |
| Quinta  | Di Tonno      | Di Tonno         | De Rossi      | Umberto Tozzi: Di Tonno  |
| Sesta   | Di Tonno      | Conticini        | Di Tonno      | Teo Teocoli: Montrucchio |
| Settima | Di Tonno      | Di Tonno         | Mietta        | Johnny Dorelli: Mietta   |
| Ottava  | Montrucchio   | Di Tonno         | Montrucchio   | Iva Zanicchi: Di Tonno   |

### Cinque punti dei concorrenti e degli ospiti
| Puntata | Conticini   | Montrucchio | Di Tonno    | Cirilli     | Mietta      | Cinquetti   | De Rossi    | Camassa     | Ospite                     |
| ------- | ----------- | ----------- | ----------- | ----------- | ----------- | ----------- | ----------- | ----------- | -------------------------- |
| Prima   | Cinquetti   | De Rossi    | Mietta      | Cinquetti   | Di Tonno    | Cirilli     | Camassa     | Montrucchio | Gigi D'Alessio: Conticini  |
| Seconda | Camassa     | Mietta      | Montrucchio | Conticini   | Montrucchio | De Rossi    | Cinquetti   | De Rossi    | Lorella Cuccarini: Mietta  |
| Terza   | Camassa     | Di Tonno    | Camassa     | Cinquetti   | Cinquetti   | Camassa     | Montrucchio | Cinquetti   | Bianca Guaccero: Mietta    |
| Quarta  | De Rossi    | Conticini   | Conticini   | Cirilli     | Di Tonno    | De Rossi    | Conticini   | Cirilli     | Marcella Bella: Camassa    |
| Quinta  | Cirilli     | Camassa     | Camassa     | Camassa     | Camassa     | Mietta      | Camassa     | Di Tonno    | Anna Tatangelo: De Rossi   |
| Sesta   | Cirilli     | Cirilli     | De Rossi    | Conticini   | De Rossi    | Conticini   | Di Tonno    | Di Tonno    | -                          |
| Settima | Montrucchio | Cinquetti   | Montrucchio | Di Tonno    | Montrucchio | Di Tonno    | Mietta      | Di Tonno    | Riccardo Fogli: Mietta     |
| Ottava  | Mietta      | Camassa     | Montrucchio | Montrucchio | Cinquetti   | Montrucchio | Montrucchio | Mietta      | Rocco Papaleo: Montrucchio |

### Risultati

#### Classifica dei giudici
| Posizione | Concorrente        | Punti totali |
| --------- | ------------------ | ------------ |
| 1°        | Giò Di Tonno       | 358          |
| 2°        | Paolo Conticini    | 330          |
| 3°        | Flavio Montrucchio | 327          |
| 4°        | Mietta             | 312          |
| 5°        | Gigliola Cinquetti | 274          |
| 6°        | Barbara De Rossi   | 270          |
| 7°        | Gabriele Cirilli   | 267          |
| 8°        | Pamela Camassa     | 257          |

#### Classifica del televoto
| Posizione | Concorrente        | Percentuale |
| --------- | ------------------ | ----------- |
| 1°        | Giò Di Tonno       | 27,67%      |
| 2°        | Flavio Montrucchio | 26,52%      |
| 3°        | Pamela Camassa     | 10,82%      |
| 4°        | Gabriele Cirilli   | 10,13%      |
| 5°        | Paolo Conticini    | 9,37%       |
| 6°        | Mietta             | 7,85%       |
| 7°        | Barbara De Rossi   | 3,98%       |
| 8°        | Gigliola Cinquetti | 3,66%       |

#### Classifica finale (60% televoto, 40% giuria)
| Posizione | Concorrente        |
| --------- | ------------------ |
| 1°        | Giò Di Tonno       |
| 2°        | Flavio Montrucchio |
| 3°        | Pamela Camassa     |
| 4°        | Gabriele Cirilli   |
| 5°        | Paolo Conticini    |
| 6°        | Mietta             |
| 7°        | Gigliola Cinquetti |
| 7°        | Barbara De Rossi   |

### Classifica categoria Uomini
| Posizione | Concorrente        |
| --------- | ------------------ |
| 1         | Giò Di Tonno       |
| 2         | Flavio Montrucchio |
| 3         | Gabriele Cirilli   |
| 4         | Paolo Conticini    |

- Giò Di Tonno, Flavio Montrucchio, Gabriele Cirilli, Paolo Conticini proseguono la gara nella quarta serie di Tale e quale show - Il torneo.

### Classifica Categoria Donne
| Posizione | Concorrente        |
| --------- | ------------------ |
| 1         | Pamela Camassa     |
| 2         | Mietta             |
| 4         | Gigliola Cinquetti |
| 4         | Barbara De Rossi   |

- Pamela Camassa prosegue la gara nella quarta serie di Tale e quale show - Il torneo.
- Mietta, Gigliola Cinquetti, Barbara De Rossi vengono eliminate.

Classifica dei 5 punti
| Posizione | Concorrente        | Punti |
| --------- | ------------------ | ----- |
| 1°        | Pamela Camassa     | 60    |
| 1°        | Flavio Montrucchio | 60    |
| 3°        | Barbara De Rossi   | 40    |
| 3°        | Giò Di Tonno       | 40    |
| 5°        | Gigliola Cinquetti | 35    |
| 5°        | Paolo Conticini    | 35    |
| 5°        | Mietta             | 35    |
| 8°        | Gabriele Cirilli   | 30    |

### Premi speciali dei coach
- Miglior immagine: Barbara De Rossi (Rocky Roberts)
- Miglior esibizione: Flavio Montrucchio (John Travolta)
- Miglior imitazione: Giò Di Tonno (Riccardo Cocciante, Mino Reitano, Tiziano Ferro, Louis Armstrong)
- Personaggio rivelazione dell'anno: Gigliola Cinquetti

## Ascolti
| Puntata | Messa in onda     | Telespettatori | Share  |
| ------- | ----------------- | -------------- | ------ |
| 1       | 14 settembre 2012 | 4 620 000      | 19,68% |
| 2       | 21 settembre 2012 | 4 747 000      | 20,20% |
| 3       | 28 settembre 2012 | 5 280 000      | 22,42% |
| 4       | 5 ottobre 2012    | 5 806 000      | 24,01% |
| 5       | 12 ottobre 2012   | 5 401 000      | 21,55% |
| 6       | 19 ottobre 2012   | 5 886 000      | 23,43% |
| 7       | 26 ottobre 2012   | 5 905 000      | 23,04% |
| 8       | 2 novembre 2012   | 5 856 000      | 24,46% |
| Media   | Media             | 5 437 000      | 22,35% |